# Phyllozetes osithchnjukovi
Phyllozetes osithchnjukovi är en kvalsterart som beskrevs av Gordeeva 1980. Phyllozetes osithchnjukovi ingår i släktet Phyllozetes och familjen Cosmochthoniidae. Inga underarter finns listade i Catalogue of Life.